# Demker
Demker là một đô thị thuộc huyện Stendal, bang Sachsen-Anhalt, Đức. Đô thị Demker có diện tích 12,52 km², dân số thời điểm ngày 31 tháng 12 năm 2006 là 368 người.